# Hafen Wangerooge

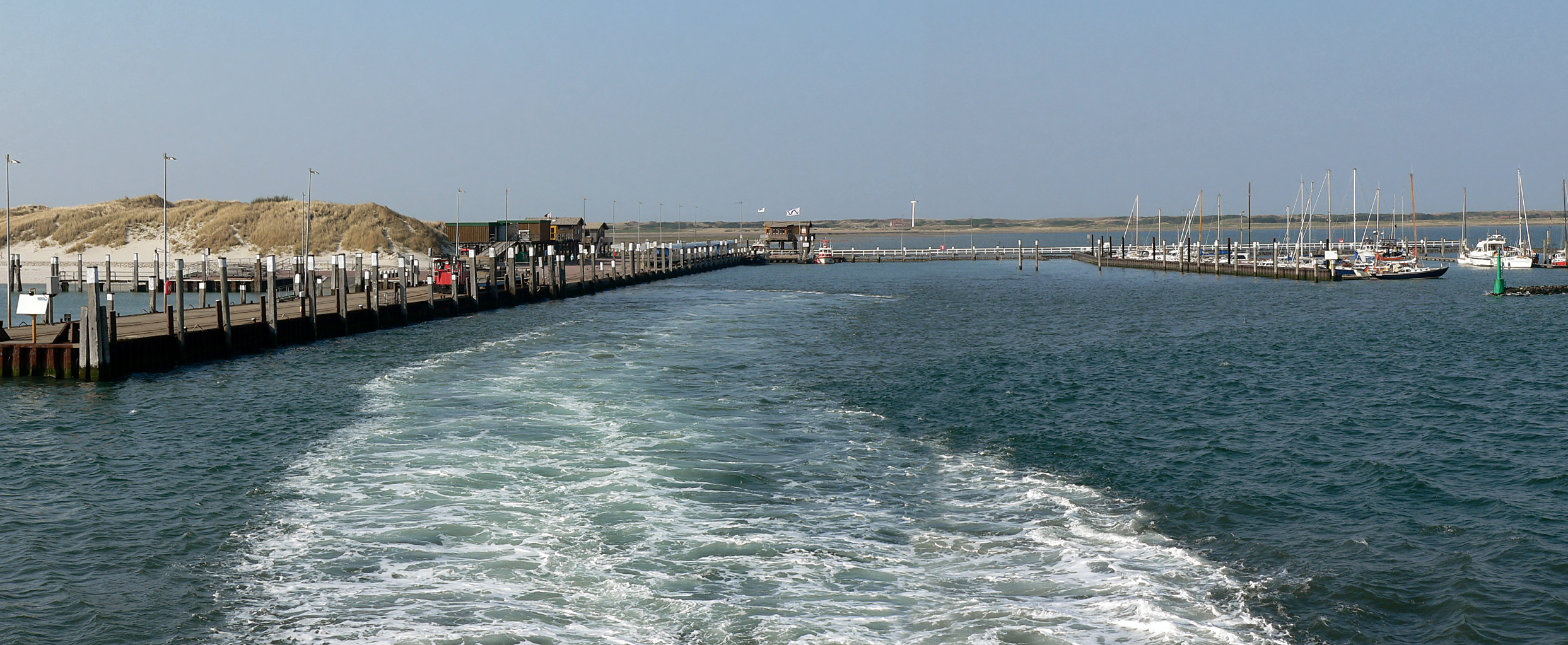
Der Hafen Wangerooge

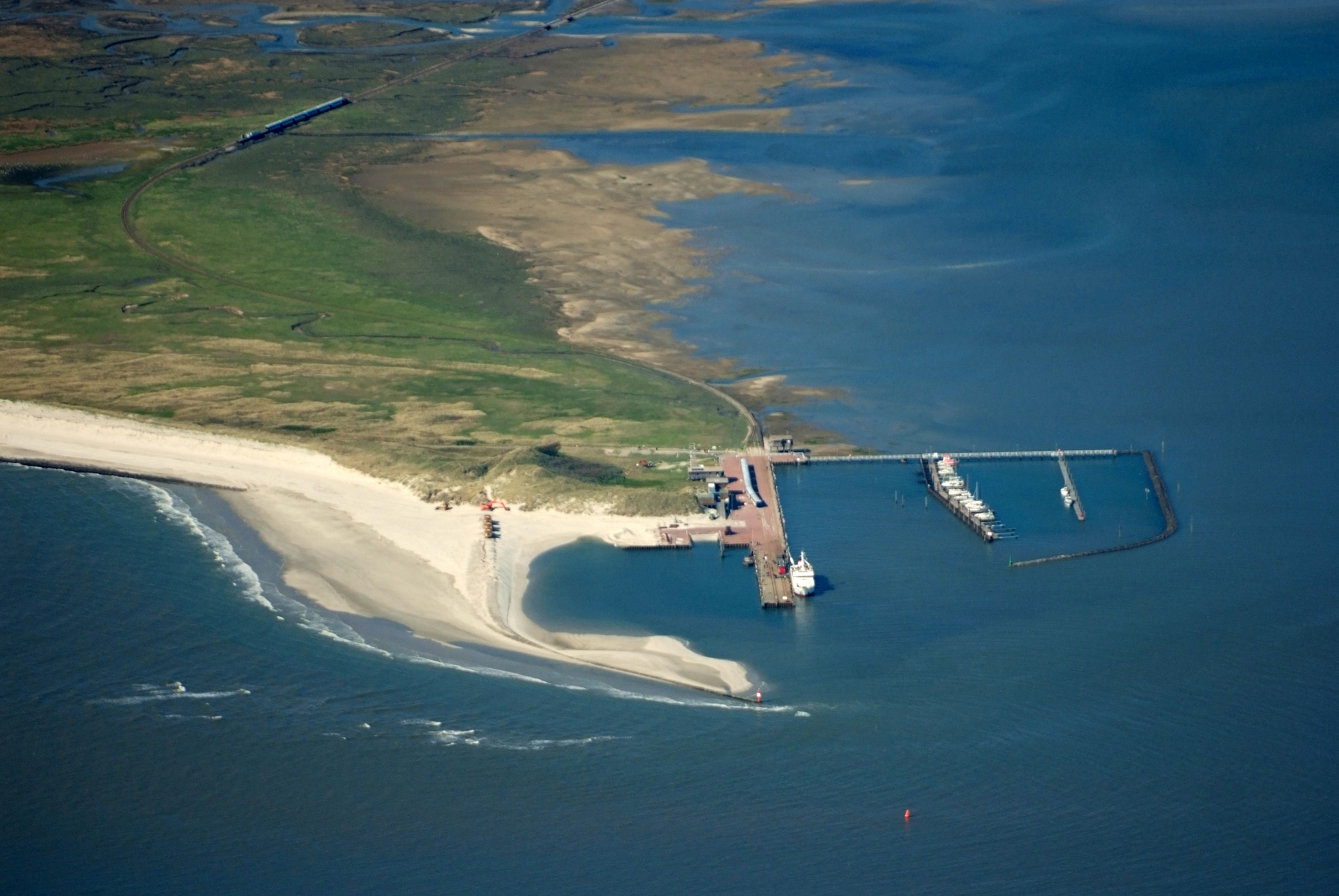
Luftbild

Der Hafen Wangerooge ist der Seehafen der Nordseeinsel Wangerooge.

## Geschichte
Der Hafen ist seit 1897 in Betrieb. Nach der Schließung des Ostanlegers im Jahr 1958 ist der Hafen die einzige Anlegestelle für Schiffe.

## Beschreibung

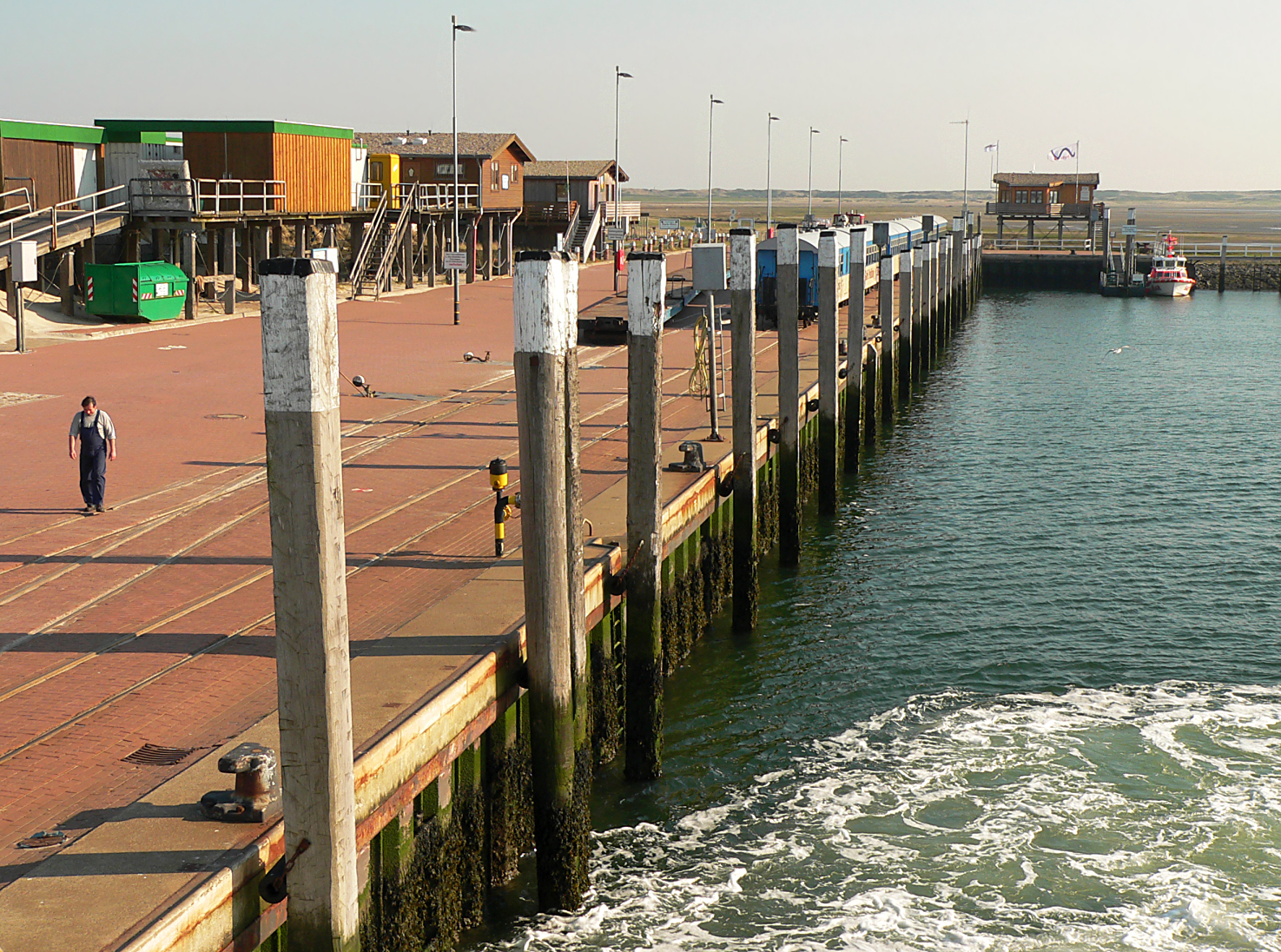
Haufenbauten

Der Hafen Wangerooge besteht aus einer langen Kaimauer und einer Rampe. Rundherum ist der Hafen mit Buhnen geschützt. Direkt auf dem Kai verlaufen die Schienen der Inselbahn Wangerooge, mit der Passagiere und Fracht in das Inseldorf gelangen. Im Hafen Wangerooge ist ein Seenotrettungsboot der DGzRS stationiert.
Das Hafenbecken hat eine Tiefe von 3,3 Metern unter NN.

## Sportboothafen
Neben dem Haupthafenbecken gibt es ein weiteres, in dem N-Ports zwei Schwimmstege für Sportboote bereitstellt. Die Stege sind an den Wangerooger Yachtclub verpachtet, der den westlichen Steg für seine Clubmitglieder nutzt und den östlichen Steg für Gäste zur Verfügung stellt. Der Sportboothafen fällt nicht trocken.

## Bedeutung
Der Hafen Wangerooge ist die Anlegestelle für alle nach Wangerooge verkehrenden Personen- und Frachtfähren. Damit ist der Hafen für den Betrieb der Insel von höchster Bedeutung. Die Inselbahn Wangerooge verbindet den Hafen mit dem Inseldorf.